# Arondismentul Alès
Arondismentul Alès (în franceză Arrondissement d'Alès) este un arondisment din departamentul Gard, regiunea Languedoc-Roussillon, Franța.

## Subdiviziuni

### Cantoane
- Cantonul Alès-Nord-Est
- Cantonul Alès-Ouest
- Cantonul Alès-Sud-Est
- Cantonul Anduze
- Cantonul Barjac
- Cantonul Bessèges
- Cantonul Génolhac
- Cantonul La Grand-Combe
- Cantonul Lédignan
- Cantonul Saint-Ambroix
- Cantonul Saint-Jean-du-Gard
- Cantonul Vézénobres

### Comune
| 1. Aigremont (30002)                   | 2. Allègre-les-Fumades (30008)        | 3. Alès (30007)                               | 4. Anduze (30010)                          |
| 5. Aujac (30022)                       | 6. Bagard (30027)                     | 7. Barjac (30029)                             | 8. Bessèges (30037)                        |
| 9. Boisset-et-Gaujac (30042)           | 10. Bonnevaux (30044)                 | 11. Bordezac (30045)                          | 12. Boucoiran-et-Nozières (30046)          |
| 13. Bouquet (30048)                    | 14. Branoux-les-Taillades (30051)     | 15. Brignon (30053)                           | 16. Brouzet-lès-Alès (30055)               |
| 17. Cardet (30068)                     | 18. Cassagnoles (30071)               | 19. Castelnau-Valence (30072)                 | 20. Cendras (30077)                        |
| 21. Chambon (30079)                    | 22. Chamborigaud (30080)              | 23. Concoules (30090)                         | 24. Corbès (30094)                         |
| 25. Courry (30097)                     | 26. Cruviers-Lascours (30100)         | 27. Deaux (30101)                             | 28. Domessargues (30104)                   |
| 29. Euzet (30109)                      | 30. Gagnières (30120)                 | 31. La Grand-Combe (30132)                    | 32. Génolhac (30130)                       |
| 33. Générargues (30129)                | 34. Lamelouze (30137)                 | 35. Laval-Pradel (30142)                      | 36. Lédignan (30146)                       |
| 37. Lézan (30147)                      | 38. Les Mages (30152)                 | 39. Malons-et-Elze (30153)                    | 40. Martignargues (30158)                  |
| 41. Le Martinet (30159)                | 42. Maruéjols-lès-Gardon (30160)      | 43. Massanes (30161)                          | 44. Massillargues-Attuech (30162)          |
| 45. Mauressargues (30163)              | 46. Meyrannes (30167)                 | 47. Mialet (30168)                            | 48. Molières-sur-Cèze (30171)              |
| 49. Mons (30173)                       | 50. Monteils (30177)                  | 51. Méjannes-le-Clap (30164)                  | 52. Méjannes-lès-Alès (30165)              |
| 53. Navacelles (30187)                 | 54. Ners (30188)                      | 55. Peyremale (30194)                         | 56. Les Plans (30197)                      |
| 57. Ponteils-et-Brésis (30201)         | 58. Portes (30203)                    | 59. Potelières (30204)                        | 60. Ribaute-les-Tavernes (30214)           |
| 61. Rivières (30215)                   | 62. Robiac-Rochessadoule (30216)      | 63. Rochegude (30218)                         | 64. Rousson (30223)                        |
| 65. Saint-Ambroix (30227)              | 66. Saint-Brès (30237)                | 67. Saint-Bénézet (30234)                     | 68. Saint-Christol-lès-Alès (30243)        |
| 69. Saint-Césaire-de-Gauzignan (30240) | 70. Saint-Denis (30247)               | 71. Saint-Florent-sur-Auzonnet (30253)        | 72. Saint-Hilaire-de-Brethmas (30259)      |
| 73. Saint-Hippolyte-de-Caton (30261)   | 74. Saint-Jean-de-Ceyrargues (30264)  | 75. Saint-Jean-de-Maruéjols-et-Avéjan (30266) | 76. Saint-Jean-de-Serres (30267)           |
| 77. Saint-Jean-de-Valériscle (30268)   | 78. Saint-Jean-du-Gard (30269)        | 79. Saint-Jean-du-Pin (30270)                 | 80. Saint-Julien-de-Cassagnas (30271)      |
| 81. Saint-Julien-les-Rosiers (30274)   | 82. Saint-Just-et-Vacquières (30275)  | 83. Saint-Martin-de-Valgalgues (30284)        | 84. Saint-Maurice-de-Cazevieille (30285)   |
| 85. Saint-Paul-la-Coste (30291)        | 86. Saint-Privat-de-Champclos (30293) | 87. Saint-Privat-des-Vieux (30294)            | 88. Saint-Sébastien-d'Aigrefeuille (30298) |
| 89. Saint-Victor-de-Malcap (30303)     | 90. Saint-Étienne-de-l'Olm (30250)    | 91. Sainte-Cécile-d'Andorge (30239)           | 92. Salindres (30305)                      |
| 93. Les Salles-du-Gardon (30307)       | 94. Servas (30318)                    | 95. Seynes (30320)                            | 96. Soustelle (30323)                      |
| 97. Sénéchas (30316)                   | 98. Tharaux (30327)                   | 99. Tornac (30330)                            | 100. La Vernarède (30345)                  |
| 101. Vézénobres (30348)                |                                       |                                               |                                            |